# فیلیپ دوسمت
فیلیپ دوسمت (فرانسوی: Philippe Desmet‎؛ زادهٔ ۲۹ نوامبر ۱۹۵۸) بازیکن فوتبال اهل بلژیک بود.
از باشگاه‌هایی که در آن بازی کرده‌است می‌توان به باشگاه فوتبال لیل، باشگاه فوتبال زولته وارخم، باشگاه فوتبال رویال شارلوا، و باشگاه فوتبال کورتریک اشاره کرد.
وی همچنین در تیم ملی فوتبال بلژیک بازی کرده‌است.